# VVEL
Il sistema Nissan Variable Valve Event and Lift (conosciuto come VVEL) è un sistema sviluppato dalla Nissan, questo sistema funziona in modo simile al Valvetronic di BMW.
Un braccio di sedia a dondolo e due tipi di collegamenti chiude la valvola d'aspirazione, trasferendo il movimento di rotazione dell'albero a camme tramite un secondo albero a camme. Il movimento di questo secondo albero a camme modifica il fulcro dei collegamenti che azionano la valvola, il che porta a un continuo adeguamento della fasatura valvola.